# Hyundai Custo
Le Hyundai Custo (coréen : 현대 쿠스토 ; romanisation révisée : Hyeondae Kuseuto, chinois : 现代 库斯途 ; pinyin : Xiàndài Kùsītú) est un monospace 7 places développé par Beijing-Hyundai,,. Le moteur T de 2.0 L est construit par Hyundai Wia Shandong.